# Fakolo
Fakolo is een gemeente (commune) in de regio Sikasso in Mali. De gemeente telt 11.300 inwoners (2009).
De gemeente bestaat uit de volgende plaatsen:
- Koro N'Tossoni
- N'Ganian
- Niessoumana
- Ouadiala
- Zamblala
- Zanzoni (hoofdplaats)